# Gardiner, Oregon
Gardiner är en ort i Douglas County i delstaten Oregon, USA.